# Got Me Started Tour
Got Me Started Tour je první sólové koncertní turné zpěvačky a herečky TINI, Martina Stoessel (známá pro její roli ve Violetta). Celkově se jedná o její třetí turné. Turné začalo 18. března, 2017 v Madridu, Španělsko.
Martina Stoessel potvrdila, že bude vystupovat s písněmi z jejího sólového CD Tini, z filmu Tini: Violettina proměna a s několika písněmi ze seriálu Violetta.
1. února 2017, Hollywood Records informoval, že koncerty ve Francii (Lille, Strasbourg, Montpellier, Lyon) byly zrušeny. Datum koncertu v Paříži, který se měl uskutečnit 30. dubna, byl přesunut na 23. dubna.
Ve Stuttgartu, Vídni, Kolínu nad Rýnem, Hamburku, Oberhausenu a ve Frankfurtu proběhly dva koncerty v jeden den.
Druhá část turné začalo 30. června 2017 v Buenos Aires, Argentina v Teatro Gran Rex.
Turné skončilo 21. října 2017 v Córdoba, Argentina v Plaza de la Música.

## Seznam skladeb
| Evropa | Argentina | Brazílie - Peru - Chile |
| --- | --- | --- |
| 1. Got Me Started (ve Španelsku:Ya No Hay Nadie Que Nos Pare) 2. Don't Cry for Me 3. Finders Keepers 4. Si Tu Te Vas 5. Sigo Adelante 6. Veo Veo (Ze seriálu Violetta) 7. Te Creo (Ze seriálu Violetta) 8. Como Quieres (Ze seriálu Violetta) 9. Crecimos Juntos (Ze seriálu Violetta) 10. Ser Mejor (akusticky) (Ze seriálu Violetta) 11. Se Escapa Tu Amor (akusticky) (Z filmu Tini: Violettina proměna) 12. Yo Te Amo A Ti (Z filmu Tini: Violettina proměna) 13. Lo Que Tu Alma Escribe 14. Libre Soy (Ze španělského Ledového království) (v Itálii:All'alba Sorgerò) 15. Hoy Somos Más (Ze seriálu Violetta) 16. All You Gotta Do 17. Sorry (Cover na píseň Justina Biebera) 18. Crazy In Love - Taneční chvíle (Píseň Beyoncé) 19. Confía en Mí (Z filmu Tini: Violettina proměna) 20. En Mi Mundo (Ze seriálu Violetta) (v Itálii: Nel Mio Mondo) 21. Great Escape 22. Siempre Brillarás (Z filmu Tini: Violettina proměna) | 1. Confía en Mí (Z filmu Tini: Violettina proměna) 2. Don't Cry for Me 3. Finders Keepers 4. Sigo Adelante 5. Si Tu Te Vas 6. Veo Veo (Ze seriálu Violetta) 7. Te Creo (Ze seriálu Violetta) 8. Como Quieres (Ze seriálu Violetta) 9. Crecimos Juntos (Ze seriálu Violetta) 10. Ser Mejor (akusticky) (Ze seriálu Violetta) 11. Se Escapa Tu Amor (akusticky) (Z filmu Tini: Violettina proměna) 12. Yo Te Amo A Ti (Z filmu Tini: Violettina proměna) 13. Lo Que Tu Alma Escribe 14. Libre Soy (Ze španělského Ledového království) 15. All You Gotta Do 16. Sorry (Cover na píseň Justina Biebera) 17. Crazy In Love - Taneční chvíle (Píseň Beyoncé) 18. Ya No Hay Nadie Que Nos Pare ft. Sebestian Yatra 19. Traicionera (píseň Sebestian Yatra) 20. En Mi Mundo (Ze seriálu Violetta) 21. Great Escape 22. Siempre Brillarás (Z filmu Tini: Violettina proměna) | 1. Confía en Mí (Z filmu Tini: Violettina proměna) 2. Don't Cry for Me 3. Finders Keepers 4. Sigo Adelante 5. Si Tu Te Vas 6. Veo Veo (Ze seriálu Violetta) 7. Te Creo (Ze seriálu Violetta) 8. Como Quieres (Ze seriálu Violetta) 9. Crecimos Juntos (Ze seriálu Violetta) 10. Ser Mejor (akusticky) (Ze seriálu Violetta) 11. Se Escapa Tu Amor (akusticky) (Z filmu Tini: Violettina proměna) 12. Yo Te Amo A Ti (Z filmu Tini: Violettina proměna) 13. Lo Que Tu Alma Escribe 14. Libre Soy (Ze španělského Ledového království) (v Itálii:All'alba Sorgerò) 15. All You Gotta Do 16. Sorry (Cover na píseň Justina Biebera) 17. Crazy In Love - Taneční chvíle (Píseň Beyoncé) 18. Ya No Hay Nadie Que Nos Pare 19. En Mi Mundo (Ze seriálu Violetta) (v Itálii: Nel Mio Mondo) 20. Great Escape 21. Siempre Brillarás (Z filmu Tini: Violettina proměna) |

## Seznam koncertů
| Datum                                         | Město                 | Země      | Místo                                  |
| --------------------------------------------- | --------------------- | --------- | -------------------------------------- |
| Evropa                                        |                       |           |                                        |
| 18. března 2017                               | Madrid                | Španělsko | Palacio Vistalegre                     |
| 25. března 2017                               | Stuttgart             | Německo   | Schleyerhalle                          |
| 26. března 2017                               | Stuttgart             | Německo   | Schleyerhalle                          |
| 28. března 2017                               | Milán                 | Itálie    | Mediolanum Forum                       |
| 30. března 2017                               | Řím                   | Itálie    | Palalottomatica                        |
| 2. dubna 2017                                 | Budapešť              | Maďarsko  | Budapest Arena                         |
| 3. dubna 2017                                 | Krakov                | Polsko    | Tauron Arena                           |
| 6. dubna 2017                                 | Lódž                  | Polsko    | Atlas Arena                            |
| 9. dubna 2017 - 14:00 9. dubna 2017 - 18:00   | Vídeň                 | Rakousko  | Stadthalle                             |
| 11. dubna 2017                                | Mnichov               | Německo   | Olympiahalle                           |
| 12. dubna 2017                                | Curych                | Švýcarsko | Hallenstadion                          |
| 16. dubna 2017 - 14:00 16. dubna 2017 - 18:00 | Kolín nad Rýnem       | Německo   | Lanxess Arena                          |
| 17. dubna 2017 - 14:00 17. dubna 2017 - 18:00 | Hamburk               | Německo   | Barclay Card Arena                     |
| 18. dubna 2017                                | Berlín                | Německo   | Mercedes Benz Arena                    |
| 20. dubna 2017                                | Oberhausen            | Německo   | König Pilsner Arena                    |
| 21. dubna 2017                                | Oberhausen            | Německo   | König Pilsner Arena                    |
| 23. dubna 2017                                | Paříž                 | Francie   | Zénith de Paris                        |
| 1. května 2017                                | Paříž                 | Francie   | Zénith de Paris                        |
| 2. května 2017                                | Paříž                 | Francie   | Zénith de Paris                        |
| 3. května 2017                                | Brusel                | Belgie    | Palais 12                              |
| 6. května 2017 - 14:00 6. května 2017 - 18:00 | Frankfurt nad Mohamen | Německo   | Festhalle                              |
| Latinská Amerika                              |                       |           |                                        |
| 30. června 2017                               | Buenos Aires          | Argentina | Teatro Gran Rex                        |
| 1. července 2017                              | Buenos Aires          | Argentina | Teatro Gran Rex                        |
| 15. července 2017                             | São Paulo             | Brazílie  | Citibank Hall                          |
| 8. září 2017                                  | Lima                  | Peru      | Anfiteatro del Parque de la Exposición |
| 10. září 2017                                 | Santiago              | Chile     | Movistar Arena                         |
| 14. října 2017                                | Buenos Aires          | Argentina | Teatro Gran Rex                        |
| 21. října 2017                                | Cordóba               | Argentina | Plaza de la Música                     |

## Zrušené koncerty
| Datum          | Město        | Země     | Místo                     |
| -------------- | ------------ | -------- | ------------------------- |
| 5. dubna 2017  | Gdaňsk       | Polsko   | Ergo Arena                |
| 21. dubna 2017 | Lille        | Francie  | Zénith de Lille           |
| 26. dubna 2017 | Strasbourg   | Francie  | Zénith de Strasbourg      |
| 28. dubna 2017 | Montpellier  | Francie  | Le Zénith Sud             |
| 29. dubna 2017 | Lyon         | Francie  | Halle Tony Garnier        |
| 21. září 2017  | Bogotá       | Kolumbie | El Dromo                  |
| 23. září 2017  | Barranquilla | Kolumbie | Club Campestre del Caribe |